# زیارتگاه شاه ورهرام ایزد
زیارتگاه شاه ورهرام ایزد مربوط به دوره قاجار است و در کرمان، خیابان ناصریه واقع شده و این اثر در تاریخ ۱۰ دی ۱۳۸۱ با شمارهٔ ثبت ۶۷۵۶ به‌عنوان یکی از آثار ملی ایران به ثبت رسیده است.